# Grażyna Brewiak
Grażyna Brewiak – polska brydżystka, World International Master (WBF), European Master (EBL), Arcymistrz Międzynarodowy (PZBS), zawodniczka drużyny AZS UW Technikum Gastronomiczne Warszawa.

## Wyniki brydżowe

### Zawody krajowe
Grażyna Brewiak w rozgrywkach krajowych zdobywała następujące lokaty:
| Mistrzostwa Polski Teamów | Mistrzostwa Polski Teamów | Mistrzostwa Polski Teamów | Mistrzostwa Polski Teamów |
| Rok                       | Typ                       | Kategoria                 | Pozycja                   |
| ------------------------- | ------------------------- | ------------------------- | ------------------------- |
| 2002                      | Patton                    | Open                      | 2                         |

| Mistrzowska Majówka | Mistrzowska Majówka | Mistrzowska Majówka | Mistrzowska Majówka |
| Rok                 | Kategoria           | Partner             | Pozycja             |
| ------------------- | ------------------- | ------------------- | ------------------- |
| 2007                | Kobiety             | Anna Sarniak        | 1                   |

### Olimpiady
Grażyna Brewiak na Olimpiadach osiągnęła następujące rezultaty:
| Olimpiady brydżowe | Olimpiady brydżowe | Olimpiady brydżowe | Olimpiady brydżowe |
| Rok                | Miejsce            | Kategoria          | Pozycja            |
| ------------------ | ------------------ | ------------------ | ------------------ |
| 2008               | Pekin (WBG)        | Kobiety            | 9                  |
| 2004               | Stambuł            | Kobiety            | 5                  |
| 2000               | Maastricht         | Kobiety            | 9                  |

### Zawody światowe
W światowych zawodach zdobyła następujące lokaty:
| Mistrzostwa Świata. Konkurencja teamów | Mistrzostwa Świata. Konkurencja teamów | Mistrzostwa Świata. Konkurencja teamów                | Mistrzostwa Świata. Konkurencja teamów | Mistrzostwa Świata. Konkurencja teamów | Mistrzostwa Świata. Konkurencja teamów |
| Rok                                    | Miejsce                                | Zawody                                                | Kategoria                              | Drużyna                                | Pozycja                                |
| -------------------------------------- | -------------------------------------- | ----------------------------------------------------- | -------------------------------------- | -------------------------------------- | -------------------------------------- |
| 2014                                   | Sanya                                  | 14. Seria Mistrzostw Świata                           | Miksty                                 | Rossard                                | 3                                      |
| 2012                                   | Lille                                  | 5. Otwarte Mistrzostwa Świata Teamów Mikstowych       | Miksty                                 | Rossard                                | 5                                      |
| 2011                                   | Veldhoven                              | 40. Mistrzostwa Świata Teamów                         | Kobiety                                | Poland                                 | 11                                     |
| 2010                                   | Filadelfia                             | 13. Seria Mistrzostw Świata                           | Miksty                                 | Harris                                 | 28                                     |
| 2006                                   | Werona                                 | 12. Mistrzostwa Świata                                | Kobiety                                | Poland                                 | 5                                      |
| 2004                                   | Stambuł                                | 3. Transnarodowe Mistrzostwa Świata Teamów Mikstowych | Miksty                                 | Mustafa                                | 43                                     |
| 2000                                   | Southampton                            | 34. Mistrzostwa Świata Teamów                         | Trans                                  | Jagniewski                             | 17                                     |

| Mistrzostwa Świata. Konkurencja par | Mistrzostwa Świata. Konkurencja par | Mistrzostwa Świata. Konkurencja par | Mistrzostwa Świata. Konkurencja par | Mistrzostwa Świata. Konkurencja par | Mistrzostwa Świata. Konkurencja par |
| Rok                                 | Miejsce                             | Zawody                              | Kategoria                           | Partner                             | Pozycja                             |
| ----------------------------------- | ----------------------------------- | ----------------------------------- | ----------------------------------- | ----------------------------------- | ----------------------------------- |
| 2010                                | Filadelfia                          | 13. Mistrzostwa Świata              | Miksty                              | Jarosław Piasecki                   | 30                                  |
| 2010                                | Filadelfia                          | 13. Mistrzostwa Świata              | Open IMP                            | Jarosław Piasecki                   | 100                                 |
| 2010                                | Filadelfia                          | 13. Mistrzostwa Świata              | Open                                | Jarosław Piasecki                   | 242                                 |
| 2006                                | Werona                              | 12. Mistrzostwa Świata              | Miksty                              | Grzegorz Narkiewicz                 | 118                                 |
| 2006                                | Werona                              | 12. Mistrzostwa Świata              | Kobiety                             | Anna Sarniak                        | 28                                  |
| 1998                                | Lille                               | 10. Mistrzostwa Świata              | Miksty                              | Rafał Jagniewski                    | 76                                  |

### Zawody europejskie
W rozgrywkach europejskich Grażyna Brewiak osiągnęła następujące rezultaty:
| Zawody europejskie. Konkurencja teamów | Zawody europejskie. Konkurencja teamów | Zawody europejskie. Konkurencja teamów | Zawody europejskie. Konkurencja teamów | Zawody europejskie. Konkurencja teamów | Zawody europejskie. Konkurencja teamów |
| Rok                                    | Miejsce                                | Zawody                                 | Kategoria                              | Drużyna                                | Pozycja                                |
| -------------------------------------- | -------------------------------------- | -------------------------------------- | -------------------------------------- | -------------------------------------- | -------------------------------------- |
| 2013                                   | Ostenda                                | 6. Otwarte Mistrzostwa Europy          | Open                                   | Doctor Poland                          | 85                                     |
| 2013                                   | Ostenda                                | 6. Otwarte Mistrzostwa Europy          | Miksty                                 | Rossard                                | 57                                     |
| 2012                                   | Dublin                                 | 51. Mistrzostwa Europy Teamów          | Kobiety                                | Poland                                 | 5                                      |
| 2010                                   | Ostenda                                | 50. Mistrzostwa Europy Teamów          | Kobiety                                | Poland                                 | 6                                      |
| 2009                                   | San Remo                               | 4. Otwarte Mistrzostwa Europy          | Kobiety                                | Poland                                 | 5                                      |
| 2008                                   | Pau                                    | 49. Mistrzostwa Europy Teamów          | Kobiety                                | Poland                                 | 7                                      |
| 2007                                   | Antalya                                | 3. Otwarte Mistrzostwa Europy          | Miksty                                 | Poland 1                               | 17                                     |
| 2007                                   | Antalya                                | 3. Otwarte Mistrzostwa Europy          | Kobiety                                | Poland                                 | 3                                      |
| 2006                                   | Warszawa                               | 48. Mistrzostwa Europy Teamów          | Open                                   | Kobiety                                | 7                                      |
| 2005                                   | Teneryfa                               | 2. Otwarte Mistrzostwa Europy          | Kobiety                                | Poland                                 | 5                                      |
| 2004                                   | Malmö                                  | 47. Mistrzostwa Europy Teamów          | Kobiety                                | Poland                                 | 9                                      |
| 2002                                   | Ostenda                                | 7. Mistrzostwa Europy Mikstów          | Miksty                                 | Chodorowska                            | 61                                     |
| 2000                                   | Bellaria                               | 6. Mistrzostwa Europy Mikstów          | Miksty                                 | Kowalski                               | 24                                     |
| 1997                                   | Montecatini                            | 43. Mistrzostwa Europy Teamów          | Kobiety                                | Poland                                 | 8                                      |

| Zawody europejskie. Konkurencja par | Zawody europejskie. Konkurencja par | Zawody europejskie. Konkurencja par | Zawody europejskie. Konkurencja par | Zawody europejskie. Konkurencja par | Zawody europejskie. Konkurencja par |
| Rok                                 | Miejsce                             | Zawody                              | Kategoria                           | Partner                             | Pozycja                             |
| ----------------------------------- | ----------------------------------- | ----------------------------------- | ----------------------------------- | ----------------------------------- | ----------------------------------- |
| 2013                                | Ostenda                             | 6. Otwarte Mistrzostwa Europy       | Kobiety                             | Ewa Banszkiewicz                    | 30                                  |
| 2009                                | San Remo                            | 4. Otwarte Mistrzostwa Europy       | Miksty                              | Rafał Jagniewski                    | 23                                  |
| 2007                                | Antalya                             | 3. Otwarte Mistrzostwa Europy       | Miksty                              | Rafał Jagniewski                    | 32                                  |
| 2007                                | Antalya                             | 3. Otwarte Mistrzostwa Europy       | Kobiety                             | Anna Sarniak                        | 5                                   |
| 2005                                | Teneryfa                            | 2. Otwarte Mistrzostwa Europy       | Mikst                               | Rafał Jagniewski                    | 192                                 |
| 2005                                | Teneryfa                            | 2. Otwarte Mistrzostwa Europy       | Kobiety                             | Anna Sarniak                        | 36                                  |
| 2003                                | Mentona                             | 1. Otwarte Mistrzostwa Europy       | Kobiety                             | Marta Gackowska                     | 9                                   |
| 2002                                | Ostenda                             | 7. Mistrzostwa Europy Mikstów       | Mikst                               | Jarosław Piasecki                   | 270                                 |
| 2000                                | Bellaria                            | 6. Mistrzostwa Europy Mikstów       | Mikst                               | Rafał Jagniewski                    | 40                                  |
| 1999                                | Warszawa                            | 10. Mistrzostwa Europy Par          | Open                                | Jarosław Piasecki                   | 109                                 |
| 1997                                | Montecatini                         | 6. Mistrzostwa Europy Par Kobiet    | Kobiety                             | Ewa Sobolewska                      | 147                                 |